# Finales de la NBA de 1988
Las Finales de la NBA de 1988 fueron las series definitivas de los playoffs de 1988 y suponían la conclusión de la temporada 1987-88 de la NBA, con victoria de Los Angeles Lakers, campeón de la Conferencia Oeste, sobre Detroit Pistons, campeón de la Conferencia Este.
Durante la temporada regular, los Lakers se hicieron con su séptimo título de división consecutivo. En postemporada, el equipo se convirtió en el primero en 20 años en repetir campeonato, tras batir a los Pistons en siete partidos. 
Una de las mejores actuaciones en la carrera del base de los Pistons Isiah Thomas llegó en el sexto partido, jugando con el tobillo lesionado y logrando 25 puntos en el tercer cuarto, un récord de la NBA que aún se mantiene. En el séptimo encuentro, Thomas anotó los 10 puntos y adelantó a Detroit por 5 puntos de diferencia. En el tercer cuarto, los Lakers, inspirados por el MVP de las Finales James Worthy y Byron Scott (14 puntos en el cuarto), dieron a los Lakers una ventaja de 10 puntos a falta de un cuarto para el final del partido. La ventaja aumentó a 15 puntos antes de que Detroit remontara y recortara la diferencia a 2 puntos en varias ocasiones. Sin embargo, los Lakers ganaron el encuentro por 108-105 y con ello su segundo campeonato consecutivo.

## Resumen
| Equipo              | Partido 1 | Partido 2 | Partido 3 | Partido 4 | Partido 5 | Partido 6 | Partido 7 | Total |
| ------------------- | --------- | --------- | --------- | --------- | --------- | --------- | --------- | ----- |
| Los Angeles (Oeste) | 93        | 108       | 99        | 86        | 94        | 103       | 108       | 4     |
| Detroit (Este)      | 105       | 96        | 86        | 111       | 104       | 102       | 105       | 3     |

## Resumen de los partidos

### Partido 1
| 7 de junio                     | Detroit Pistons                                                | 105–93                                | Los Angeles Lakers                                            | |  |  |
| 9:00 p. m. EDT                 | Parciales: 22–21, 35–19, 23–28, 25–25                          | Parciales: 22–21, 35–19, 23–28, 25–25 | Parciales: 22–21, 35–19, 23–28, 25–25                         | |  |  |
|                                | Estadísticas Adrian Dantley 34 Bill Laimbeer 7 Isiah Thomas 12 | Pts Reb Asts                          | Estadísticas Magic Johnson 28 A. C. Green 12 Magic Johnson 10 | Pabellón: The Forum, Inglewood, California Asistencia: 17 505 espectadores Árbitros: - No. 10 Darell Garretson - No. 17 Joe Crawford Televisión: CBS |  |  |
| Detroit lidera las series, 1–0 |                                                                |                                       |                                                               | |  |  |
|                                |                                                                |                                       |                                                               | |  |  |

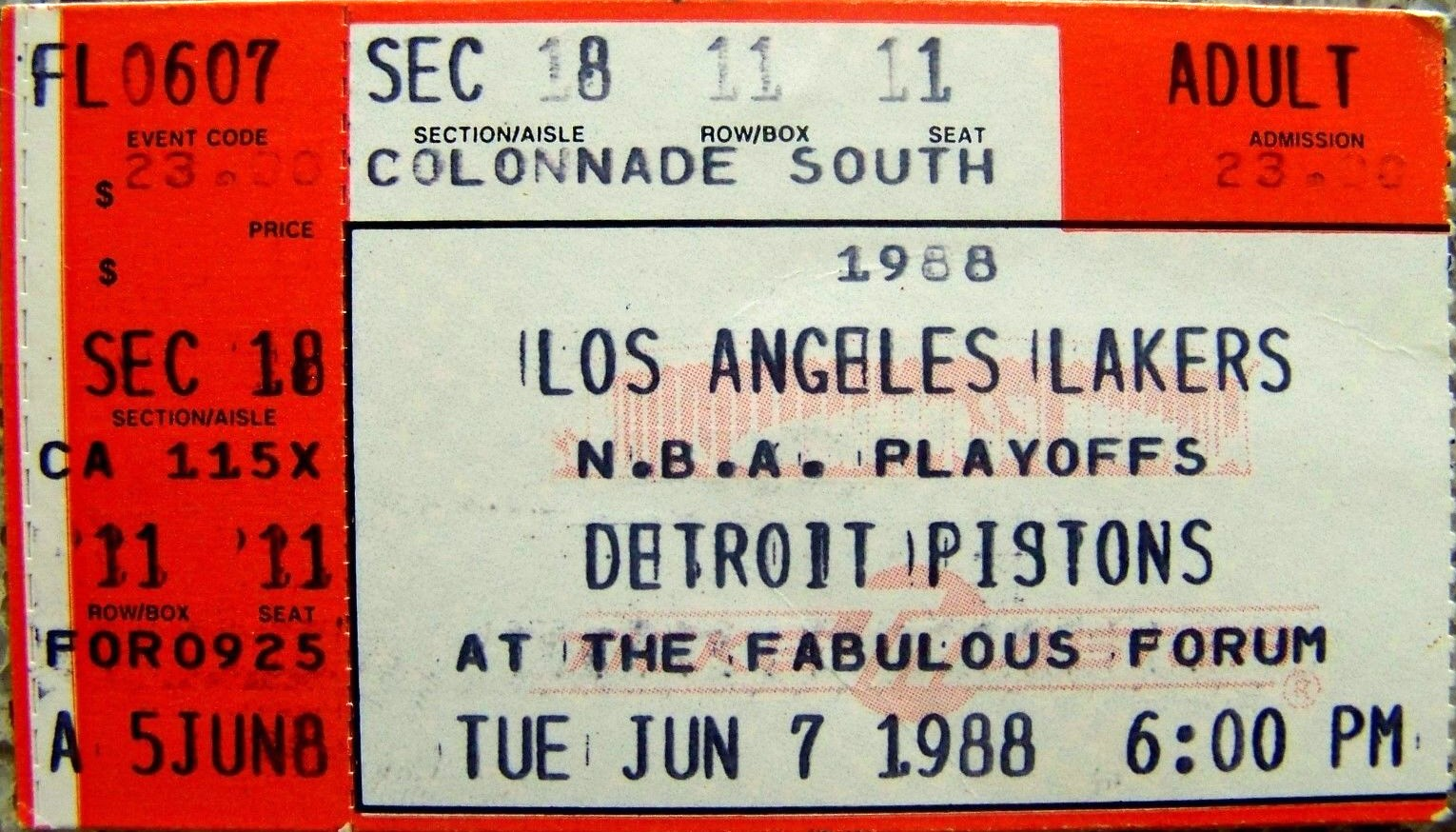
Entrada para el partido.

Los Pistons habían eliminado a los Celtics en seis partidos en las Finales de Conferencia, mientras que los Lakers venían de disputar dos series a siete partidos ante Utah Jazz y Dallas Mavericks. Adrian Dantley anotó 34 puntos, con 14 tiros anotados de 16 intentados. Los Pistons tomaron el control del partido a falta de seis segundos para finalizar la primera mitad cuando Bill Laimbeer anotó un triple para poner a los Pistons 54-40 en el marcador. A continuación, Isiah Thomas robó un balón en el medio de la pista y anotó otro triple en la bocina que daba más ventaja a su equipo. Los Pistons se marcharon al descanso con una diferencia de 17 puntos y finalizaron el encuentro con victoria por 105-93, adelantándose en la serie.

### Partido 2
| 9 de junio            | Detroit Pistons                                                                      | 96–108                                | Los Angeles Lakers                                           | |  |  |
| 9:00 p. m. EDT        | Parciales: 20–25, 19–24, 30–27, 27–32                                                | Parciales: 20–25, 19–24, 30–27, 27–32 | Parciales: 20–25, 19–24, 30–27, 27–32                        | |  |  |
|                       | Estadísticas Adrian Dantley 19 Laimbeer, Mahorn 9 cada uno Dumars, Thomas 7 cada uno | Pts Reb Asts                          | Estadísticas James Worthy 26 A. C. Green 13 Magic Johnson 11 | Pabellón: The Forum, Inglewood, California Asistencia: 17 505 espectadores Árbitros: - No. 4 Ed T. Rush - No. 20 Jess Kersey Televisión: CBS |  |  |
| Series empatadas, 1–1 |                                                                                      |                                       |                                                              | |  |  |
|                       |                                                                                      |                                       |                                                              | |  |  |

Ante la posibilidad de adelantarse por 2-0 en las Finales con tres partidos por disputar en Detroit, los veteranos Lakers vencieron por 108-96. James Worthy lideró a los Lakers con 26 puntos, Byron Scott hizo 24 y Magic Johnson 23 a pesar de jugar enfermo.

### Partido 3
| 12 de junio                        | Los Angeles Lakers                                           | 99–86                                 | Detroit Pistons                                              | |  |  |
| 3:30 p. m. EDT                     | Parciales: 23–21, 24–25, 31–18, 21–22                        | Parciales: 23–21, 24–25, 31–18, 21–22 | Parciales: 23–21, 24–25, 31–18, 21–22                        | |  |  |
|                                    | Estadísticas James Worthy 24 James Worthy 9 Magic Johnson 14 | Pts Reb Asts                          | Estadísticas Isiah Thomas 28 Dennis Rodman 12 Isiah Thomas 9 | Pabellón: Pontiac Silverdome, Pontiac, Míchigan Asistencia: 39 188 espectadores Árbitros: - No. 12 Earl Strom - No. 25 Hugh Evans Televisión: CBS |  |  |
| Los Angeles lidera las series, 2–1 |                                                              |                                       |                                                              | |  |  |
|                                    |                                                              |                                       |                                                              | |  |  |

Con Magic aún enfermo, los Lakers consiguieron una victoria clave en Detroit por 99-86, para poner las series 2-1 a su favor. Los Lakers tomaron el control en el tercer cuarto, superando a los Pistons por 31-14. Magic anotó 18 puntos, repartió 14 asistencias y cogió 6 rebotes.

### Partido 4
| 14 de junio           | Los Angeles Lakers                                           | 86–111                                | Detroit Pistons                                               | |  |  |
| 9:00 p. m. EDT        | Parciales: 29–32, 22–26, 14–25, 21–28                        | Parciales: 29–32, 22–26, 14–25, 21–28 | Parciales: 29–32, 22–26, 14–25, 21–28                         | |  |  |
|                       | Estadísticas Magic Johnson 23 A. C. Green 10 Magic Johnson 6 | Pts Reb Asts                          | Estadísticas Adrian Dantley 27 Isiah Thomas 9 Isiah Thomas 12 | Pabellón: Pontiac Silverdome, Pontiac, Míchigan, Asistencia: 34 276 espectadores Árbitros: - No. 11 Jake O'Donnell - No. 14 Jack Madden Televisión: CBS |  |  |
| Series empatadas, 2–2 |                                                              |                                       |                                                               | |  |  |
|                       |                                                              |                                       |                                                               | |  |  |

Delante de sus aficionados, los Pistons igualaron la serie con una victoria fácil por 111-86. Magic Johnson se tuvo que sentar en el banquillo a principios de la segunda mitad por problemas de faltas. Con Magic fuera del partido, los Pistons acumularon una sustancial ventaja. Bill Laimbeer y Adrian Dantley lideraron el ataque de Detroit con 25 y 27 puntos, respectivamente. Vinnie Johnson ayudó con 16 puntos saliendo desde el banquillo, mientras que James Edwards aportó 14 puntos y 5 rebotes.

### Partido 5
| 16 de junio                    | Los Angeles Lakers                                                                           | 94–104                                | Detroit Pistons                                                | |  |  |
| 9:00 p. m. EDT                 | Parciales: 30–27, 20–32, 25–22, 19–23                                                        | Parciales: 30–27, 20–32, 25–22, 19–23 | Parciales: 30–27, 20–32, 25–22, 19–23                          | |  |  |
|                                | Estadísticas Kareem Abdul-Jabbar 26 Abdul-Jabbar, Green, Johnson 6 cada uno Magic Johnson 17 | Pts Reb Asts                          | Estadísticas Adrian Dantley 25 Bill Laimbeer 11 Isiah Thomas 8 | Pabellón: Pontiac Silverdome, Pontiac, Míchigan Asistencia: 41 372 espectadores Árbitros: - No. 10 Darell Garretson - No. 17 Joe Crawford Televisión: CBS |  |  |
| Detroit lidera las series, 3–2 |                                                                                              |                                       |                                                                | |  |  |
|                                |                                                                                              |                                       |                                                                | |  |  |

La victoria de los Pistons por 104-94 fue una despedida perfecta para el Pontiac Silverdome. Bill Laimbeer dijo a Joe Dumars, a falta de un minuto para el final del partido, "mira alrededor y disfruta porque nunca volverás a ver algo parecido". Continuó a decir "Cuarenta y un mil personas agitando toallas y de pie. Es impresionante". 
Los Lakers comenzaron muy fuertes el partido, anotando los primeros 12 puntos del encuentro. Pronto la ventaja descendió dados los problemas de faltas de los hombres interiores del equipo.
Dantley anotó 25 puntos, 19 de ellos en la primera mitad, liderando a los Pistons a una ventaja de 9 puntos (59-50) al descanso. Vinnie Johnson consiguió 12 de sus 16 puntos en la primera parte del partido. Joe Dumars aportó 19 puntos con 9 tiros anotados de 13 intentos.

### Partido 6
| 19 de junio           | Detroit Pistons                                            | 102–103                               | Los Angeles Lakers                                           | |  |  |
| 3:30 p. m. EDT        | Parciales: 26–20, 20–33, 35–26, 21–24                      | Parciales: 26–20, 20–33, 35–26, 21–24 | Parciales: 26–20, 20–33, 35–26, 21–24                        | |  |  |
|                       | Estadísticas Isiah Thomas 43 Bill Laimbeer 9 Joe Dumars 10 | Pts Reb Asts                          | Estadísticas James Worthy 28 A. C. Green 10 Magic Johnson 19 | Pabellón: The Forum, Inglewood, California Asistencia: 17 505 espectadores Árbitros: - No. 25 Hugh Evans - No. 4 Ed T. Rush Televisión: CBS |  |  |
| Series empatadas, 3–3 |                                                            |                                       |                                                              | |  |  |
|                       |                                                            |                                       |                                                              | |  |  |

Los Lakers lideraban el marcador por 56-48 en el tercer cuarto cuando Isiah Thomas comenzó su brillante actuación. Anotó los siguientes 14 puntos del partidos. En la siguiente posesión de los Pistons, Thomas pisó el pie de Michael Cooper y se torció el tobillo, teniendo que ser ayudado desde el suelo. Lesionado, Thomas regresó a la pista 35 segundos más tarde y continuó con su espectáculo. Al final del tercer cuarto, Thomas llevaba 25 puntos anotados, récord de las Finales en un cuarto, con 11 tiros anotados de 13 intentos. Los Pistons mandaban en el marcador por 81-79.
Los Pistons ganaban por 102-99 a falta de un minuto para el final del partido. Byron Scott redujo la ventaja a uno con una canasta a falta de 52 segundos. Una gran defensa de los Lakers en la siguiente posesión obligó a Thomas a lanzar un tiro desesperado. Kareem Abdul-Jabbar lanzó ante Bill Laimbeer su clásico gancho, recibiendo una polémica falta del jugador del Pistons, mientras que las repeticiones de la televisión no mostraban contacto alguno. Jabbar anotó los dos tiros libres y adelantó a los Lakers por 103-102. Joe Dumars falló el último tiro y los Lakers ganaron el partido. Thomas finalizó el encuentro con 43 puntos y 8 asistencias.

### Partido 7
| 21 de junio                      | Detroit Pistons                                          | 105–108                               | Los Angeles Lakers                                            | |  |  |
| 9:00 p. m. EDT                   | Parciales: 23–21, 29–26, 21–36, 32–25                    | Parciales: 23–21, 29–26, 21–36, 32–25 | Parciales: 23–21, 29–26, 21–36, 32–25                         | |  |  |
|                                  | Estadísticas Joe Dumars 25 John Salley 10 Isiah Thomas 7 | Pts Reb Asts                          | Estadísticas James Worthy 36 James Worthy 16 Magic Johnson 14 | Pabellón: The Forum, Inglewood, California Asistencia: 17 505 espectadores Árbitros: - No. 12 Earl Strom - No. 11 Jake O'Donnell Televisión: CBS |  |  |
| Los Angeles gana las series, 4–3 |                                                          |                                       |                                                               | |  |  |
|                                  |                                                          |                                       |                                                               | |  |  |

Fue el último séptimo partido desde que la NBA adoptara el formato 2-3-2 en 1985 y el primero desde 1984.
En el partido final, el tobillo de Thomas seguía dolorido, como demostraba su cojera. Thomas jugó la primera parte del encuentro, anotando 10 puntos y liderando a los Pistons en el marcador por 52-47 al descanso. En el descanso el dolor aumentó y Thomas jugó poco en la segunda mitad. Con Isiah en el banquillo, los Lakers entraron en el último cuarto mandando por 90-75.
Chuck Daly alineó a Dennis Rodman, John Salley, Joe Dumars y Vinnie Johnson, creando problemas a los Lakers y permitiendo a los Pistons acercarse al marcador. A falta de 3 minutos y 52 segundos para el final del partido, Salley anotó dos tiros libres y puso el marcador 98-92.
Con un minuto y 17 segundos para el final, Dumars anotó una canasta que ponía a los Pistons a dos puntos de los Lskers (102-100).  Magic Johnson respondió con dos tiros libres anotados tras una falta de Rodman. En la siguiente posesión, Rodman falló un lanzamiento a falta de 39 segundos. Byron Scott cogió el rebote y recibió una falta, anotando los dos tiros libres y adelantando a los Lakers por cinco puntos (105-100). 
Tras una bandeja de Dumars, James Worthy anotó un tiro libre y  Bill Laimbeer un triple, acercando a un punto a los Pistons (106-105) con seis segundos por jugar. A. C. Green consiguió una bandeja a pase de Magic (108-105). Los Pistons dieron el balón a Thomas en los segundos finales y éste fue derribado al suelo por Magic, quien comenzó a celebrar la victoria a falta de dos segundos. Thomas fue incapaz de lanzar a canasta, los árbitros no pitaron falta e ignoraron que los aficionados entraran a la pista cuando el partido aún no había finalizado.
Worthy logró un triple-doble con 36 puntos, 16 rebotes y 10 asistencias, fue nombrado MVP de las Finales y cimentó su apodo "Big Game James".
Michael Cooper, Magic Johnson y Kareem Abdul-Jabbar son los únicos miembros de los cinco campeonatos de la NBA de los Lakers en los años 1980.